# Friedhofskapelle (Ebern)

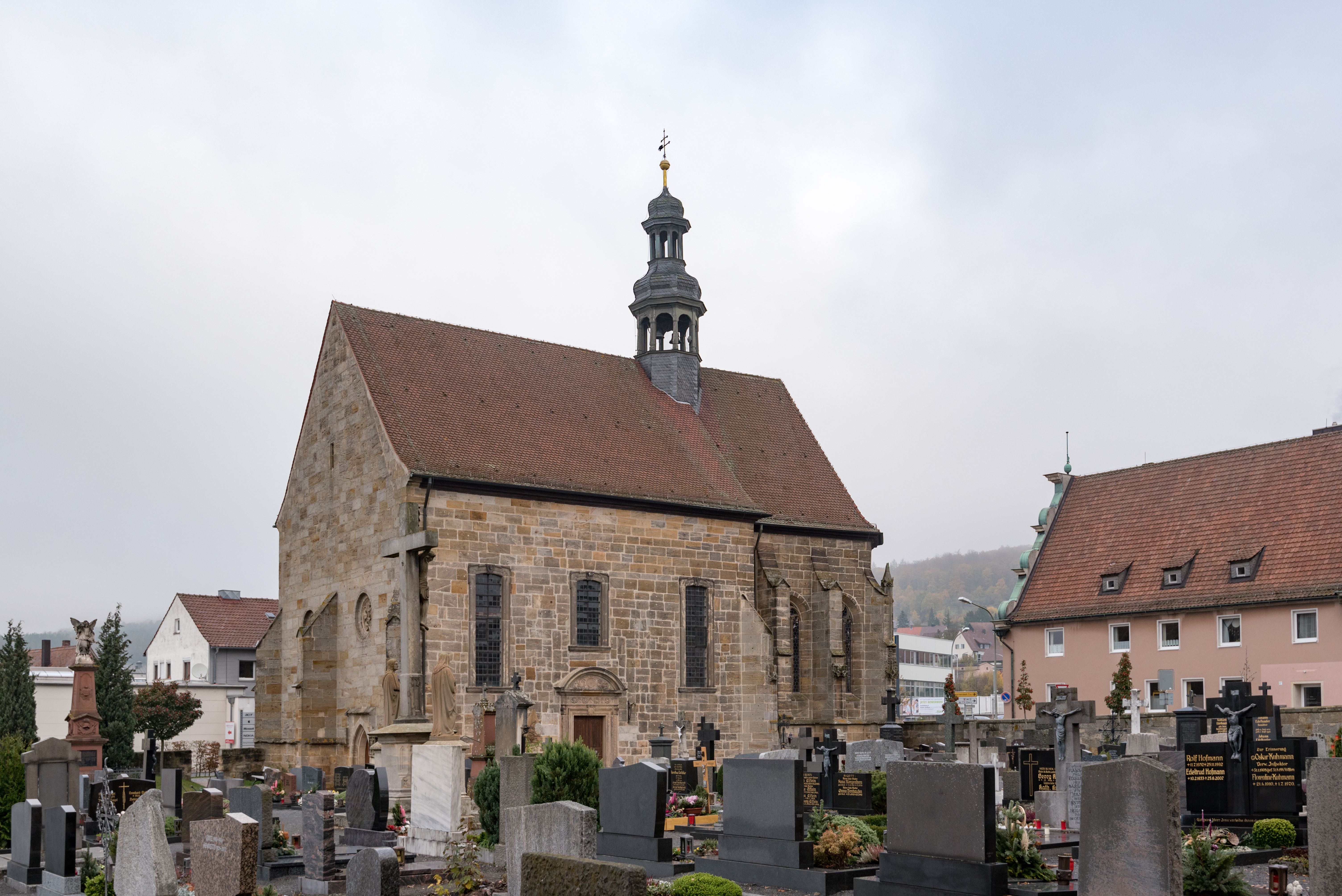
Friedhofskapelle (Ebern)

Die ehemalige, denkmalgeschützte, römisch-katholische Marienkirche ist die Friedhofskapelle St. Maria, Georg und Vitus von Ebern, eine Stadt im Landkreis Haßberge (Oberfranken, Bayern). Der Saalbau mit eingezogenem Chor und Maßwerkfenstern entstand im 15. Jahrhundert.

## Beschreibung
An das Langhaus, das von Joseph Greissing umgebaut wurde, schließt sich im Osten ein eingezogener Chor an, dessen Wände von Strebepfeilern gestützt werden. Zwischen den Satteldächern der beiden Gebäudeteile erhebt sich ein offener, achteckiger, mit einer Welschen Haube bedeckter Dachreiter, in dem zwei Kirchenglocken hängen. Das Altarretabel des Hochaltars zeigt die von Ulrich Glantschnigg gemalte Kreuzabnahme. Die Kanzel wurde um 1700 gebaut. Die von Johann Sebastian Degler geschitzten Statuen stammen vom ehemaligen Hochaltar der Pfarrkirche. Unter einem Baldachin befindet sich eine Pietà.